# 구마게군 (가고시마현)

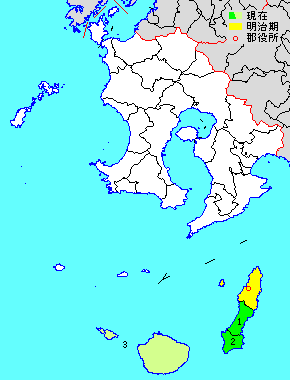
구마게 군의 위치

구마게군(일본어: 熊毛郡, くまげぐん)은 일본 오스미국, 가고시마현의 군이다.
인구 22,869명, 면적 788.02km², 인구밀도 29명/km².(2025년 3월 1일, 추계인구)
이하 3정으로 구성된다.
- 나카타네정(中種子町)
- 미나미타네정(南種子町)
- 야쿠시마정(屋久島町)

## 역사
다네가섬, 야쿠섬의 두 섬으로 이루어진 도서 지역이다.
- 2007년 10월 1일 - 가미야쿠 정·야쿠 정이 합병해 야쿠시마 정이 성립하였다.

틀:다네국의 군